# Genvissa
Genvissa (anche Genuissa, Genissa, Gwenissa o Venissa Giulia) è un'ipotetica figlia dell'imperatore romano Claudio, menzionata da Goffredo di Monmouth nella sua opera pseudostorica Historia Regum Britanniae. Secondo il racconto, sarebbe stata data in sposa al condottiero britannico Arvirargo.

## Il racconto
Secondo il racconto di Goffredo, era molto bella, e così incantò Arvirargo che preferiva la sua compagnia a quella di chiunque altro. Arvirargo ottenne la sua mano dopo essersi sottomesso ai Romani, e fondò la città di Gloucester, intitolandola al padre di Genvissa, Claudio. Quando Arvirargo ebbe una disputa con Roma e Vespasiano fu inviato per imporre una riconciliazione, Genvissa agì da mediatore.

## Storicità
Genvissa non è citata dalle fonti latine e non è considerata storica, e anche il suo presunto marito Arvirargo è noto solo da un riferimento criptico in un poema satirico del II secolo di Giovenale. Nonostante questo, come tutta l'opera di Monmouth, anche Genvissa fu presa sul serio nell'Inghilterra medioevale e rinascimentale, e compare in molte genealogie originarie del periodo Tudor.